# Grindon (Durham)
Grindon – wieś w Anglii, w hrabstwie ceremonialnym Durham, w dystrykcie (unitary authority) Stockton-on-Tees. Leży 24 km na południowy wschód od miasta Durham i 355 km na północ od Londynu.